# Dolichopus bisetosus
Dolichopus bisetosus är en tvåvingeart som beskrevs av Van Duzee 1921. Dolichopus bisetosus ingår i släktet Dolichopus och familjen styltflugor.
Artens utbredningsområde är Idaho. Inga underarter finns listade i Catalogue of Life.